# Sorghum
Sorghum  ou sorgo é um género botânico pertencente à família Poaceae de cerca de 30 espécies de gramíneas originárias de regiões tropicais e subtropicais de todos os continentes, além do sudoeste do Pacífico e Australásia. É cultivada em climas quentes em todo o mundo. O sorgo está na subfamília Panicoideae e da tribo Andropogoneas (tribo da big bluestem e da cana-de-açúcar). Uma das espécies é cultivada por seus grãos enquanto várias outras são usados como forragem cultivada ou pasto.
Seus outros nomes incluem Durra, Millet egípcio, Feterita, Milho da Guiné (África), Jwari, Jowar (Índia), Juwar, Milo (Espanha), Kaolian (China), Shallu, Grama do Sudão, Cholam, Jola, Jonnalu, Gaoliang, Grande Millet, Milho Kafir (África), Dura, Dari, Mtama e Solam. Para detalhes mais específicos sobre o sorgo explorado comercialmente, ver sorgo comercial, também conhecido como milo.
O sorgo tem sido, durante séculos, um dos mais importantes alimentos básicos para milhões de pessoas em regiões rurais pobres de regiões tropicais semi-áridas da Ásia e da África. Para algumas das regiões mais pobres do mundo, o sorgo continua a ser uma importante fonte de energia, proteína, vitaminas e minerais. Sorgo cresce em ambientes hostis onde outras culturas não se desenvolvem bem, assim como outros alimentos básicos, tais como a mandioca, que são comuns em regiões pobres do mundo. Ele é geralmente cultivado sem aplicação de quaisquer fertilizantes ou outros insumos por uma multidão de pequenos agricultores em vários países.
O grão de sorgo é o terceiro cereal mais importante cultivado nos Estados Unidos e o quinto cereal mais importante no mundo. Em 2010, os Estados Unidos foram o maior produtor mundial de sementes de sorgo, seguido por Índia e México. Nos países desenvolvidos, e cada vez mais nos países em desenvolvimento como a Índia, o uso predominante de sorgo é como forragem para aves e gado. Em 2010, os maiores exportadores de sorgo foram Estados Unidos, Austrália e Argentina; enquanto o México foi o maior importador.
Existe um esforço internacional para melhorar o cultivo do sorgo e encontrar aplicações adicionais. Sorgo está agora encontrando demanda principalmente como ração para aves, secundariamente, como alimento de gado e na preparação de bebidas.

## Descrição
O sorgo é uma planta auto-polinizante. É mais resistente à seca e à temperatura do que o milho, a soja, o trigo e outras culturas. A altura da planta depende da variedade e das condições de cultivo, variando entre 60 e 460 centímetros. As folhas longas e largas crescem fora do caule. Sua semente é pequena e redonda. A inflorescência tem, geralmente, entre 25 a 36 centímetros, e fica no topo do caule da planta madura.
As sementes de sorgo consistem em três principais seções anatômicas - o pericarpo (camada externa), o endosperma (órgão de armazenamento) e o gérmen. O pericarpo é composto de três segmentos - epicarpo, mesocarpo e endocarpo. O epicarpo é a camada mais externa, coberta com uma fina película de cera. O mesocarpo consiste de uma grande quantidade de grânulos de amido. O sorgo é conhecido como o único alimento básico que contém amido nesta região da semente. O endosperma é composto de uma camada de aleurona e áreas periféricas, córneas e enfarinhadas. A aleurona contém proteínas (corpos proteicos e enzimas), cinzas (corpos fitina) e óleo (esferossomos). O gérmen tem duas partes principais: o eixo embrionário e o disco embrionário. A proteína do gérmen contém altos níveis de lisina e triptofano de alta qualidade para consumo humano, bem como para forragens.

## História

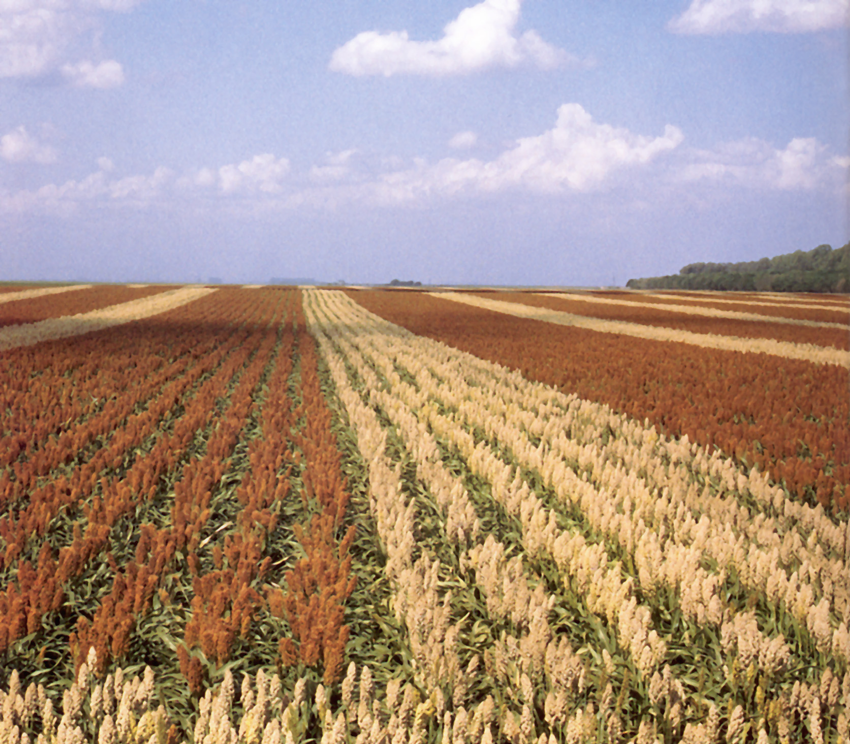
Uma fazenda com variedades tradicional e híbrida de sorgo

O sorgo é nativo das regiões tropicais africanas. O registro mais antigo de seu cultivo remonta a 3000 a.C., no Egito. A variedade original do sorgo era vermelha ou roxa e sua semente tinha tegumento vermelho.
Nos anos 1950, foram desenvolvidas variedades híbridas de sorgo de mais alta produtividade e seu cultivo popularizou-se enquanto a produtividade aumentava enormemente. A variedade híbrida também oferecia cor e sabor preferidos pelos consumidores. O sorgo cultivado nos Estados Unidos é normalmente desta variedade híbrida, que é sorgo branco com semente de casca branca, corpo em cor de champagne e inflorescência cor de trigo. Em outras partes do mundo, variedades vermelhas ou roxas de baixa produtividade continuam a ser cultivadas. O sorgo é atualmente um cultivo de importância econômica mundial.

## Genoma
Em 2009, uma equipe de pesquisadores de vários países anunciaram ter sequenciado com sucesso o genoma do sorgo.
 Foi a segunda safra de herbáceas que teve seu DNA completamente mapeado, depois do arroz, e a comparação de seu código genético com outros cereais pode permitir estudar as suas vantagens.

## Produção
| Maiores produtores de Sorghum - 2019 (milhões de toneladas) | Maiores produtores de Sorghum - 2019 (milhões de toneladas) |
| ----------------------------------------------------------- | ----------------------------------------------------------- |
| Estados Unidos                                              | 8,7                                                         |
| Nigéria                                                     | 6,7                                                         |
| Etiópia                                                     | 5,3                                                         |
| México                                                      | 4,4                                                         |
| Sudão                                                       | 3,7                                                         |
| China                                                       | 3,6                                                         |
| Índia                                                       | 3,5                                                         |
| Brasil                                                      | 2,7                                                         |
| Níger                                                       | 1,9                                                         |
| Burquina Fasso                                              | 1,9                                                         |
| Mundo                                                       | 61,5                                                        |
| Fonte: FAO                                                  |                                                             |

## Espécies
- Sorghum almum
- Sorghum amplum
- Sorghum angustum
- Sorghum arundinaceum
- Sorghum bicolor — Sorgo cultivado, frequentemente denominado simplesmente como sorghum
  - Sorghum bicolor subsp. drummondii — Sudan grass
- Sorghum brachypodum
- Sorghum bulbosum
- Sorghum burmahicum
- Sorghum ecarinatum
- Sorghum exstans
- Sorghum grande
- Sorghum halepense (maçambará)
- Sorghum interjectum
- Sorghum intrans
- Sorghum laxiflorum
- Sorghum leiocladum
- Sorghum macrospermum
- Sorghum matarankense
- Sorghum nitidum
- Sorghum plumosum
- Sorghum propinquum
- Sorghum purpureosericeum
- Sorghum stipoideum
- Sorghum timorense
- Sorghum trichocladum
- Sorghum versicolor
- Sorghum verticiliflorum
- Sorghum vulgare var. technicum  — Broomcorn

## Híbridos
- Sorghum × almum
- Sorghum × drummondii